# Baldram von Brandenburg
Baldram von Brandenburg (auch Balderam, Balderamus) war von 1180 bis 1190 Bischof von Brandenburg. Er gehörte dem Prämonstratenserorden an.

## Leben
Baldram von Brandenburg war von vor November 1161 bis 1179 Propst des Klosters unserer Lieben Frauen in Magdeburg. Seine Weihe zum Bischof von Brandenburg erhielt er von Erzbischof Wichmann von Seeburg nach dem 9. Oktober 1180. Die Forschungen von Sello ergaben, dass Baldram bereits im April 1180 auf dem Reichstag zu Gelnhausen als Nachfolger des Bischofs Siegfried I. bestimmt worden sei. Zusammen mit dem Bischof von Havelberg Hubert von Havelberg und dem Bischof von Merseburg Eberhardt von Seeburg weihte er am 1. August 1184 das Peterskloster auf dem Lauterberg. Die letzte urkundliche Erwähnung von Baldram von Brandenburg war am 23. Juni 1190, kurz darauf muss er verstorben sein.

## Quelle
- Personendatenbank zur Germania Sacra, abgerufen am 28. Juni 2017.
- Germania-sacra, abgerufen am 28. Juni 2017.